# Pegasus 1
Pegasus 1 – amerykański satelita naukowo-badawczy do pomiaru mikrometeoroidów dla celów związanych z projektowaniem statków Apollo w ramach programu Apollo. Pierwszy statek z serii Pegasus.

## Cele misji[1]
- Test działania satelity Pegasus.
- Ocena ilości mikrometeoroidów na niskiej orbicie okołoziemskiej.

## Misja
Saturn SA-9, czwarta rakieta wersji Block 2 wystartowała 16 lutego 1965 roku o godzinie 9:37 czasu EST. Był to pierwszy z trzech lotów, których zadaniem było umieszczenie na orbicie satelitów w ramach programu Pegasus. Satelita został umieszczony na orbicie po 631,66 sekundach lotu. Także rozłożenie paneli, które służyły do detekcji mikrometeoroidów zakończyło się sukcesem. Wkrótce satelita zaczął się obracać w tempie 9,8 stopnia na sekundę. Stało się to w czasie wypuszczania tlenu ze zbiornika drugiego stopnia rakiety. Było to najprawdopodobniej spowodowane kolizją strugi tlenu z panelem Pegasusa 1. Ze względu na duże rozmiary, satelita zajmował zarówno przestrzeń w makiecie modułu serwisowego, jak i w drugim stopniu rakiety.

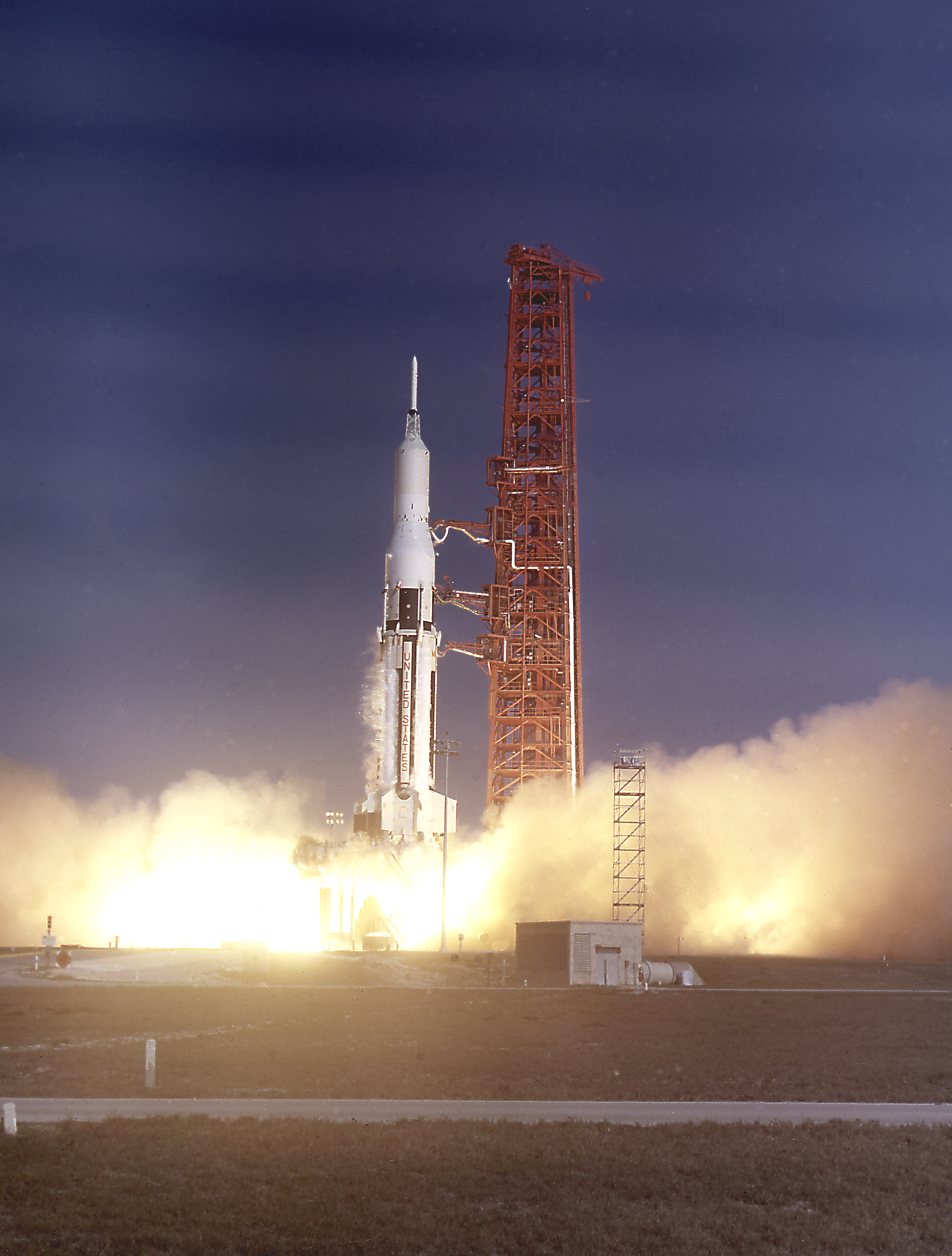
Start rakiety Saturn I z satelitą Pegasus 1